# ميناء كاليه
ميناء كاليه هو ميناء يقع في مدينة كاليه بشمال فرنسا. الميناء هو رابع أكبر ميناء في فرنسا والأكبر من حيث حركة الركاب. وتمثل أكثر من ثلث النشاط الاقتصادي في مدينة كاليه.